# Tamme Hanken
Tamme Hanken (16 de Maio,  1960 - 10 de Outubro, 2016) foi um encantador de cavalos e consertador de ossos de animais conhecido por duas séries de TV documentários Der XXL-Ostfriese na NDR e Knochenbrecher on Tour na kabel eins, sendo que o posterior tinha até dois milhões de vitalizadores. Nascido em Filsum, ele também foi autor de um livro, Das Glück der Pferde in meinen Händen, que foi publicado em 2001.
Tamme Hanken, que não tinha nenhuma formação quiroprática, morreu em Garmisch-Partenkirchen em 10 de Outubro 2016, de insuficiência cardíaca repentina. Tendo 2.06 m de altura e pesando 140 kg, ele foi descrito como um "gigante gentil" por um obituário da NDR.